# سوات مامات
سوات مامات (ترکی استانبولی: Suat Mamat؛ ۸ نوامبر ۱۹۳۰ – ۳ فوریهٔ ۲۰۱۶) بازیکن و مربی فوتبال اهل ترکیه بود.
از باشگاه‌هایی که در آن بازی کرده‌است می‌توان به باشگاه فوتبال گالاتاسرای و باشگاه فوتبال بشیکتاش اشاره کرد.
وی همچنین در تیم ملی فوتبال ترکیه بازی کرده‌است.